# Shootfighter: Fight to the Death
Pour plus de détails, voir Fiche technique et Distribution.
Shoot Fighter: Fight To The Death est un film américain réalisé par Patrick Alan, sorti en 1993.

## Distribution
- Bolo Yeung : Shingo
- Maryam d'Abo (VF : Déborah Perret) : Cheryl Walker
- William Zabka : Ruben
- Michael Bernardo (VF : Fabrice Josso) : Nick Walker
- Sigal Diamant : Jill

 Source et légende : version française (VF) sur RS Doublage